# Rational Synergy
Pour les articles homonymes, voir Synergy.
Rational Synergy est une forge logicielle propriétaire éditée par IBM en tant que plate-forme intégrée. C'est un système de gestion de développement collaboratif qui permet à la fois de gérer le cycle de vie des applications, et de coordonner les développements par une gestion de configuration centralisée sur un seul dépôt.

## Historique
Ces logiciels ont changé plusieurs fois de noms à la suite du rachat de l'éditeur suédois Telelogic, et après le rachat de l'éditeur américain Continuus Software en 2000).
- IBM Rational Synergy s'appelait:
  - Telelogic Synergy avant le rachat par IBM,
  - SYNERGY/CM avant 2006,
  - Continuus/CM avant le rachat par Telelogic
- IBM Rational Change s'appelait:
  - Telelogic Change avant le rachat par IBM,
  - SYNERGY/Change avant 2006,
  - Continuus/PT (pour Problem Tracking) et Continuus/WebPT avant le rachat par Telelogic

## Plate-forme de forge intégrée
La plateforme se décline en deux offres commerciales: 
- IBM Rational Synergy : un outil de gestion de configuration logicielle, concurrent direct[réf. nécessaire] de IBM Rational ClearCase.
- IBM Rational Change : un outil de gestion des demandes de changements logiciels, concurrent direct[réf. nécessaire] de IBM Rational ClearQuest.